# Попытка военного переворота в Турции (2016)
Попы́тка вое́нного переворо́та в Турции в 2016 году́, также известная как Туре́цкий вое́нный путч (тур. 2016 Türkiye askerî darbe girişimi) — события, произошедшие с вечера 15 по утро 16 июля 2016 года в Турции, когда часть турецких военных предприняла попытку совершить военный переворот в стране, взяв под свой контроль ряд стратегически важных объектов в Анкаре, Стамбуле, Конье, Мармарисе, Малатье и Карсе. Эта попытка обернулась неудачей — власть осталась у законного президента и правительства Турции.
События начались вечером 15 июля, когда президент Турции Реджеп Тайип Эрдоган находился в отпуске со своей семьёй в отеле Гранд Языджы Клуб Турбан в Мармарисе. Эрдоган успел покинуть отель незадолго до того, как тот подвергся штурму путчистами, он добрался до ближайшего аэропорта в Даламане и менее чем за час долетел до Стамбула ночью 16 июля, когда беспорядки в этом городе утихли.
Ночью и утром 16 июля в столице страны Анкаре истребители F-16 совершили авиаудары по президентскому дворцу и зданию парламента, когда в нём шло заседание депутатов. Утром того же дня эти здания штурмовали танки. Одновременно путчисты взяли под свой контроль международные аэропорты в Стамбуле и Анкаре, мосты через Босфорский пролив в Стамбуле, здание правящей партии в Анкаре, различные госучреждения и главные офисы телекомпаний. Сообщалось о пожаре в здании Национальной разведывательной организации. В своём телеобращении мятежники заявили, что Генштаб вооружённых сил взял власть в стране в свои руки, а турецкое руководство отстранено от власти. Путчисты объявили военное положение и комендантский час. Президенту Эрдогану удалось выйти в телеэфир через одну из незахваченных на тот момент телекомпаний с заявлением о незаконности военного переворота и призывом к сторонникам выйти на улицы Анкары и Стамбула для противодействия путчистам, что и было осуществлено народными массами.
Во время событий была закрыта граница Турции с Болгарией, Грузией и Ираном. Вооружённые силы Греции были приведены в полную боевую готовность — это первый и на данный момент единственный в истории случай, когда страна-член блока НАТО была приведена в полную боевую готовность из-за опасности от другой страны-члена блока.
Благодаря тому, что вся полиция и часть армии страны остались верны правительству, а также массовой поддержке народа и духовенства, путчистам не удалось удержать захваченные объекты и власть, а используемая ими боевая авиация была сбита. Часть мятежников была уничтожена на местах, несколько человек бежали на вертолёте в Грецию. В ходе последующих чисток властями было арестовано и задержано более 9 тысяч подозреваемых в соучастии в путче. В ходе противостояния погибло более двухсот человек, более двух тысяч человек получили ранения разной степени тяжести, а улицам главных городов страны был нанесён значительный ущерб. После некоторой паузы попытка переворота была широко осуждена в мире.

## Предпосылки путча
Активное вмешательство армии в политические процессы, происходящие внутри страны, всегда было одной из особенностей истории современного государства Турции, которое было создано в 1923 году. Вооружённые силы Турции организовывали перевороты трижды — в 1960, 1971 и 1980 годах, а также в 1997 году вмешались с помощью военного меморандума. Военные исторически рассматривают себя в качестве гаранта турецкого государства, созданного в соответствии с заветами Мустафы Кемаля Ататюрка.
После того, как в 2003 году Реджеп Тайип Эрдоган стал премьер-министром Турции, он начал открыто проводить курс на переформатирование военно-гражданских отношений, в ходе которого военные отстранялись от участия в политической жизни страны.
По завершении так называемого «мирного процесса» с тогдашними лидерами турецких курдов Реджеп Тайип Эрдоган был вынужден пойти на создание тактического союза с «армейской элитой», которую он активно вытеснял из политической жизни страны на протяжении 2007—2008 годов. Осенью 2015 года во время проведения «зачисток» на территории юго-восточных регионов Турции, населённых преимущественно курдами, правительство дало разрешение военному командованию на проведение военных операций внутри страны. Для создания союза с командующими турецких ВС Эрдоган признал ошибочность своего прежнего политического курса на вытеснение военных из политических событий Турции.
13 июля 2016 года, менее чем за два дня до попытки переворота, президент Турции подписал законопроект, предоставляющий турецким военнослужащим иммунитет от судебного преследования во время участия во внутренних операциях по обеспечению безопасности. Возбуждение уголовных дел против командиров утверждается премьер-министром, а в отношении солдат младшего ранга могут быть подписаны губернаторами. Законопроект иммунитета был попыткой наладить взаимоотношения между правительством и вооружёнными силами, которые всё чаще принимают участие в военных операциях в курдских районах. Этот законопроект мог послужить «спусковым крючком» для турецких военных к перевороту.

## Хроника событий

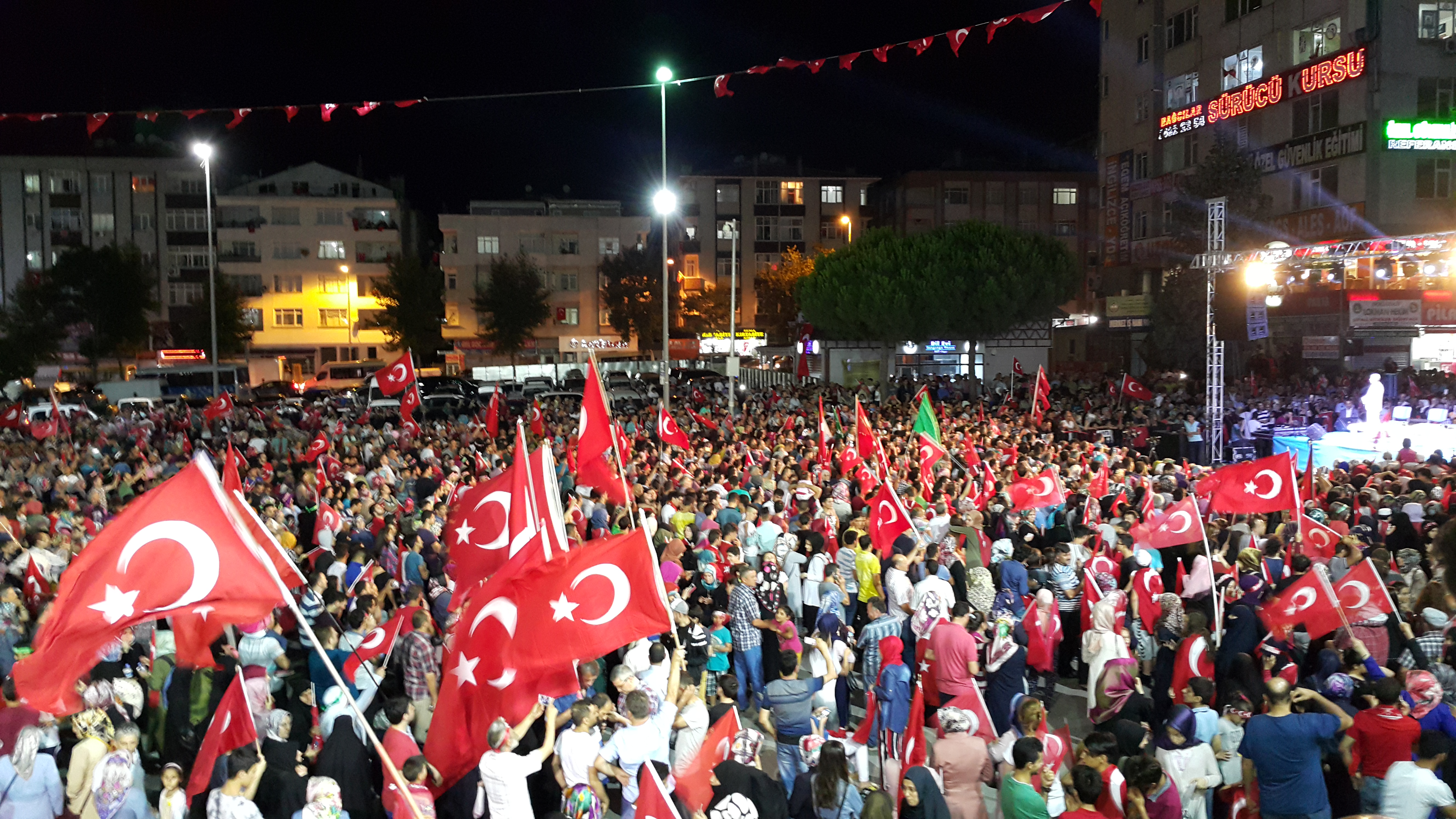
Люди протестуют против военного переворота в Стамбуле

Вечером 15 июля 2016 года на улицах столицы и Стамбула послышались первые выстрелы из огнестрельного оружия, над Анкарой летала военная авиация, в Стамбуле были замечены танки. По сообщениям очевидцев была слышна стрельба в Международном аэропорту Ататюрка и произошёл взрыв в центре подготовки сил специального назначения в Анкаре. В 22:49 по местному времени оба моста через Босфорский пролив в Стамбуле (Босфорский мост и мост Султана Мехмеда Фатиха) были перекрыты военными. Западная (европейская) и восточная (азиатская) часть Стамбула оказались отрезанными друг от друга. Главная артерия, связывавшая Европу и Азию, оказалась под контролем военных.
Около 00:20 захваченные турецкие СМИ (Турецкая телерадиокомпания, «Доган») передали коммюнике о переходе власти в стране в руки так называемого «Мирного совета» с целью «соблюдения основ Конституции, демократии, прав и свобод человека, верховенства закона в стране, для того, чтобы восстановить утраченную общественную безопасность», о введении комендантского часа и военного положения. Ведущая TRT Тижен Караш, читавшая заявление путчистов в прямом эфире, позднее рассказала, что её заставили прочитать сообщение якобы от имени Генштаба люди в военной форме. Полное заявление путчистов: «Турецкие вооружённые силы полностью взяли на себя административные функции в стране, чтобы восстановить конституционный порядок, права человека и свободы, верховенство права и общую безопасность, которые были нарушены. Все международные соглашения по-прежнему действительны. Мы надеемся, что все наши хорошие отношения со всеми странами сохранятся». Военные пообещали новую Конституцию. Также путчисты назвали Эрдогана предателем.
До официального заявления военных произошли следующие события.
В 23:05 военные заблокировали доступ к основным социальным сетям. Через минуту боевой вертолёт путчистов открыл огонь по зданию нацразведки. В 23:15 танки были переброшены к аэропорту Стамбула. Одновременно в Интернете появились кадры танков на улицах Анкары.
В 23:25 прекращает своё вещание государственное телевидение Турции. В 23:29 был закрыт аэропорт имени Ататюрка в Стамбуле. Все рейсы из аэропорта Стамбула были отменены. Мировые авиакомпании и авиаперевозчики развернули свои самолёты, летящие в Турцию, в воздухе. По сообщениям многих СМИ, Стамбул отрезан от Анкары.
В 23:33 Генштаб Турции заявляет о полном взятии власти в стране в свои руки. Сообщается об аресте руководства Турции. Мировые СМИ сообщают, что Эрдоган попросил политического убежища в Германии.
В штаб-квартире турецких вооружённых сил в 23:40 был взят в заложники начальник Генерального штаба Хулуси Акар вместе с некоторыми другими руководителями турецкой армии. Отмечалось, что путчисты взяли в заложники Главкома ВВС Турции. Сообщалось, что путчисты проникли в президентский дворец, нейтрализовав его охрану.
По состоянию на 23:47 сообщалось, что под контролем военных-путчистов находится ряд турецких городов.
По состоянию на 23:53 в Анкаре шли уличные бои. Армия атаковала здание полиции, также шли бои вокруг здания МИДа Турции.
В 23:55 турецкие военные заняли центральную площадь Таксим в Стамбуле.
Премьер-министр Турции Бинали Йылдырым объявил на митинге о попытке военного переворота. Премьер-министр Турции пообещал сражаться до конца за Эрдогана, даже несмотря на возможные жертвы среди мирного населения. Хотя некоторые СМИ сообщали о том, что президент Турции Реджеп Тайип Эрдоган попросил политического убежища в Германии, несколько позже, около 00:30, ему удалось сделать заявление через FaceTime из эфира незахваченной телекомпании, в котором он призвал население к сопротивлению путчистам. По его словам, за переворотом стоят сторонники проживающего в США духовного лидера Фетхуллаха Гюлена, которого поддерживают военные среднего звена, в то время как высшее руководство армии выступало за президента. Президент Турции назвал происходящее «оккупацией». Мэр Анкары Ибрахим Мелих Гёкчек через Twitter попросил людей выйти на улицы города, несмотря на объявленный военными комендантский час. Духовенство с минаретов через громкоговорители призывало народ поддержать законного президента.
В 00:07 турецкие военные захватили штаб-квартиру правящей партии «Справедливость и развитие».
В 00:20 путчисты объявили о введении комендантского часа по всей территории Турции. В Стамбуле к этому времени военные захватили все аэропорты и несколько важных стратегических точек. Стамбул остаётся отрезанным от Анкары. В это же время по телевидению передали официальное заявление (коммюнике) турецких военных.
В 00:40 появилась информация, что Эрдоган находится на борту частного самолёта и что ему отказали в посадке в Стамбуле, согласно этой информации, Эрдоган направился в Германию просить там политического убежища.
В 00:58 в Анкаре прогремел первый мощный взрыв. Через 9 минут прогремел второй взрыв. Танки окружают здание парламента Турции. Появляются сообщения о стрельбе в аэропорту Стамбула.
По состоянию на 1:15 слышна стрельба в аэропорту Стамбула. Через 5 минут появилось видео, где видно, что турецкие военные сдаются сторонникам Эрдогана. Сообщается о пленении двух генералов, однако водное сообщение в Стамбуле остаётся блокированным.
В 1:34 стрельба переместилась к Босфорскому мосту в Стамбуле, три человека были ранены. Армия отгоняет толпу стрельбой. Через 13 минут появляется информация, согласно которой, некоторые танки мятежников возвращаются в расположение своих частей.
По состоянию на 1:55 местонахождение Эрдогана неизвестно. Сам он заявлял о своём намерении лететь в Анкару из Стамбула, но различные СМИ утверждают, что президент Турции пытался улететь в Германию, но там ему не дали посадки и политического убежища, и поэтому он теперь направляется в Великобританию.
По состоянию на 02:00 путчисты имели наивысший успех. После этого ситуация стала меняться в пользу Эрдогана.
Около 02:00 в Генштабе ВС Турции произошёл раскол. Как передала телестанция «Аль-Маядин», путчисты получили поддержку только среди сухопутных войск, жандармерии и ВВС Турции. Командующий войсками спецназначения Генштаба ВС генерал Зекаи Аксакаллы между тем заявил, что «группа изменников посягнула на власть». По его словам, «турецкий спецназ будет стоять на стороне народа и правительства». Как отмечает арабский военный эксперт Амин Хотейт, соотношение сил между мятежниками и командующими родами войск, сохранившими верность Эрдогану, менялось на глазах.
К 2:30 ночи аэропорт Стамбула вернулся под контроль действующей власти. Полиция отбила аэропорт у военных. По сообщениям местных СМИ, в аэропорту ведётся стрельба.
16 июля на улицы вышли тысячи сторонников действующей власти. Некоторые из них пытались блокировать передвижение военной техники. Военные открыли стрельбу по гражданским лицам, намеревавшимся перейти по мосту через Босфорский пролив в Стамбуле. В частности, был смертельно ранен организатор избирательной кампании Реджепа Тайипа Эрдогана Эрол Ольчак и его 16-летний сын.
В 2:45 ночи турецкие СМИ сообщили об атаке с вертолётов на главное управление полиции в Анкаре и на здание парламента, где в то время шло заседание депутатов. Предположительно по той же причине произошёл взрыв в офисе государственного телевидения. Была сброшена бомба на здание парламента. Депутаты прячутся в убежище. Правительственный комплекс обстреливается с вертолёта.
По состоянию на 3:00 воздушное пространство Турции полностью закрыто. В Анкаре по-прежнему слышны взрывы и выстрелы.
Утром поступили сообщения, что верные правительству полицейские силы начали проводить аресты заговорщиков. Многие солдаты сдавались сами и заявляли, что командиры их обманули, послав на якобы учения. Проправительственным самолётам удалось сбить два вертолёта путчистов в небе над Анкарой. Мятеж военных в Стамбуле был усмирён. Около 7:00 утра, блокировавшие мосты через Босфор военные покинули технику и вышли с поднятыми руками. События транслировали турецкие телеканалы. Сторонники Эрдогана заняли Босфорский мост. Всего на мосту сдалось 50 путчистов. Вскоре в Интернете появились кадры, где изображены сторонники Эрдогана, линчующие ремнём сдавшихся военных-путчистов на Босфорском мосту.
В 8:19 утра был частично открыт Босфорский мост в Стамбуле, который ранее захватывали мятежники.
Примерно в это же время в Греции, в городе Александруполис, приземлился турецкий вертолёт Black Hawk с 8 людьми на борту. Они были связаны с путчистами и арестованы греческими правоохранителями. Позже МИД Турции обратилось к Греции с просьбой о выдачи этих военных. Греческое правительство заявило, что в ближайшее время вернёт Турции вертолёт, на котором сбежали участники путча. Что касается самих восьми военных, которые обратились к властям Греции с просьбой об убежище, то в их отношении будут соблюдены установленные законом процедуры.
К полудню 16 июля была возобновлена работа всех аэропортов страны. Турецкие власти открыли для прохода судам Босфорский пролив.
Примерно в два часа дня 16 июля в СМИ появилась информация, о том, что путчисты захватили фрегат ВМС Турции «Явуз» на главной базе ВМС Турции — Гельджюк, а также взяли в заложники командующего ВМС страны.
В Стамбульском аэропорту, в 3:30 утра, объявился президент Турции Эрдоган, которому удалось покинуть отель в Мармарисе незадолго перед его штурмом и вылететь на самолёте, которому пришлось совершить около Стамбула много кругов, пока ситуация не стала меняться в пользу властей. После участия на митинге он вылетел из аэропорта Стамбула в Анкару. В это же время в Стамбульском аэропорту и на площади Таксим прогремели два мощных взрыва. Сторонники переворота захватили редакцию телеканала CNN Türk.
В 5:00 утра телеканал CNN Türk возобновляет своё вещание. Военные оставили редакцию этого телеканала. В это же время мятежники открыли огонь по людям, собравшимся у здания парламента Турции в Анкаре.
В 5:18 сообщается о том, что убит один из генералов, участвовавших в путче.
В 6:00 утра аэропорт Стамбула возобновляет свою работу. Местные СМИ пишут, что интенсивность столкновений снизилась.
В 6:26 резиденция турецкого президента (президентский дворец) подверглась авиаудару со стороны мятежников.
В 7:00 утра Эрдоган снова выступил перед гражданами в стамбульском аэропорту. Он призвал соотечественников не покидать улицы до полной нормализации ситуации. Президент Турции также заявил, что попытка переворота в стране провалилась.
По состоянию на 7:30, ВВС Турции, верные Эрдогану, бомбят танки сторонников переворота вблизи президентской резиденции.
В 7:48 появляется информация, что и. о. начальника Генштаба Турции назначен Умар Дундар, который руководит Первой армией — сухопутными войсками в районе Стамбула и на северо-востоке Турции. Через час эта информация подтвердилась.
В 8:10 исламский проповедник Фетхуллах Гюлен (его Эрдоган назвал организатором переворота) осудил попытку переворота.
В 9:06 турецкие власти сообщили, что в ходе операции на авиабазе в пригороде Анкары был освобождён, захваченный ранее участниками переворота, глава Генштаба Турции Хулуси Акар. По сообщениям турецких властей, сейчас он находится в безопасном месте.
По состоянию на 10:04, около 200 безоружных солдат покинули военные штабы и сдались полиции и воинским частям, подчинённым Эрдогану.
Позднее события стали разворачиваться в Генеральном штабе Турции. Около 700 военных оттуда сдались в плен. Их перевели в Институт статистики, а затем в полицейскую академию Анкары. К 14:30 поступила информация, что 150 заговорщиков забаррикадировались в здании Генштаба. Также было заявлено, что проведена спецоперация для задержания оставшихся мятежников, подробности не сообщаются. Около 16:00 СМИ сообщили, что последние 150 путчистов, забаррикадировавшихся в здании Генштаба, сдались турецким властям. Среди них было 13 высокопоставленных офицеров, их увезли через час из здания Генштаба отдельно на автобусе.
В конце дня официальный представитель Национальной разведывательной организации Турции Нух Йылмаз заявил, что попытка военного переворота полностью предотвращена. Предполагаемого лидера путчистов, бывшего главнокомандующего ВВС Турции генерала Акына Озтюрка, начальника базы турецких ВВС в Балыкесире генерал-лейтенанта Исхак Дайыоглу и ещё около 3 тысяч других заговорщиков задержали в тот же день.
Турция на некоторое время закрывала воздушное пространство вокруг военной базы НАТО в Турции «Инджирлик». На ней базируются турецкие и американские ВВС. Через несколько часов воздушное пространство было открыто только на приём: американские самолёты смогли приземлиться, но все вылеты оставались под запретом. Кроме того, на базе по неясной причине отключали электроэнергию. Затем консульская служба при посольстве США в Турции сообщила, что турецкие власти разблокировали доступ на базу ВВС «Инджирлик». Пентагон заявил о приостановке воздушных операций на авиабазе «Инджирлик», поскольку власти Турции закрыли воздушное пространство страны для военных самолётов. Глава МИД Турции Мевлют Чавушоглу заявил, что несколько турецких военнослужащих, несших службу на авиабазе НАТО в Турции «Инджирлик», причастны к подготовке государственного переворота в республике. Он также добавил, что операция против путчистов на авиабазе завершена. По словам министра, Турция возобновит рейды на позиции террористической группировки Исламское государство в ближайшее время. В дальнейшем трое турецких военачальников, по словам министра обороны Турции Фикри Ышик, захваченные на базе сторонниками военного переворота, были освобождены.
По заявлению главы турецкого МИД, Афины пообещали выдать Анкаре восьмерых участников попытки военного переворота. Затем МИД Греции вновь заявил, что Афины осуждают попытку переворота в Турции, но вопрос выдачи восьми турецких граждан, запросивших убежища, будет рассмотрен в соответствии с греческим и международным законодательством.
17 июля столкновения между полицией и путчистами произошли близ аэропорта Стамбула и на авиабазе в Конье. Также 17 июля власти Греции вернули Турции полицейский вертолёт Black Hawk, на котором скрылись восемь участников мятежа. Сами путчисты оставались в Греции в ожидании решения о возможности предоставления им политического убежища. Позже Греция отказала Турции в выдаче перелетевших в Грецию турецких военных, обвиняемых Анкарой в участии в попытке военного переворота.
18 июля турецкий спецназ произвёл зачистку академии ВВС Турции в пригороде Стамбула.

## Путчисты
По заявлению властей, военный путч в Турции вдохновил живущий в США оппозиционер-проповедник Фетхуллах Гюлен, а организовало среднее звено турецкой армии — военный прокурор и 46 офицеров во главе с отставным полковником [Мухарремом Кёсе. Также в мятеже участвовали полковник Мехмет Огуз Аккуш, майор Эркан Агын и подполковник Доган Уйсал. Кроме того, путчистов поддержал лидер Народно-республиканской партии Турции Кемаль Кылычдароглу.
По данным агентства «Россия сегодня», настоящим лидером переворота был не Кёсе, а бывший главком ВВС Турции Акын Озтюрк.
После подавления путча местонахождение предполагаемого организатора попытки переворота полковника Мухаррема Кёсе неизвестно.
В турецких СМИ прошла ещё одна фамилия возможного организатора военного путча — это один из командующих сухопутными силами генерал-лейтенант Метин Ийидиль.
Был арестован генерал Бекыр Эрджан Ван — начальник натовской авиабазы «Инджирлик», эта же авиабаза была «мозговым центром» путчистов.
16 июля, сразу после подавления мятежа, мэр Анкары Мелих Гекчек заявил, что одним из участников попытки военного переворота был якобы пилот, сбивший российский Су-24 в ноябре 2015 года. По словам мэра Анкары, этот пилот якобы был членом организации «параллельного государства», возглавляемого проповедником Гюленом.
Реакция турецких СМИ
Сразу после переворота в турецких проправительственных СМИ стала активно раскручиваться тема американского заговора и причастности ЦРУ и американских военных в организации подготовки путча. Так, турецкая газета Yeni Şafak утверждала, что за неудавшийся путч отвечал командующий Международных сил содействия безопасности (ISAF), в миссии НАТО в Афганистане, генерал армии США Джон Ф. Кэмпбелл. По словам газеты, на организацию переворота путчисты получили порядка двух миллиардов долларов. Переводы якобы проводились по каналам ЦРУ, используя банк UBA в Нигерии, денежный поток контролировал и распределял лично генерал Кемпбелл. По информации газеты, Кэмпбелл проводил сверхсекретные встречи с турецкими военнослужащими на военной базе в Эрзуруме и на авиабазе «Инджирлик». Сам генерал Кэмпбелл отвергал данные обвинения, кроме того, впоследствии было установлено, что всё то время, в течение которого он якобы руководил организацией путча, генерал провёл в Нью-Йорке, а непосредственно в ночь переворота он находился на деловом ужине в одном из ресторанов Манхэттена. Помимо этого, он не покидал пределов США со времени своего возвращения из Афганистана.
Другая проправительственная турецкая газета Akşam утверждала, что 10 человек прибыли в Турцию в период с 13 по 15 июля и напрямую координировали действия путчистов, а также помогали публикациями в западных и местных подконтрольных «гюленистам» СМИ. По словам издания, этими людьми были: американский политолог и писатель Грэм Фуллер, лекторы из Международного научного Центра им. Вудро Вильсона — Али Риаз и Генри Барки (последний также является профессором Лихайского университета), Элен Лайпсон — бывшая в 1997—2000 гг. помощницей главы Совета национальной безопасности США, в настоящее время почётный директор Центра Стимсона, Сильвия Тэрияки — турецкая журналист и политолог, Ахмед Морси — эксперт Фонда Карнеги, специалист по Египту и Ирану, Скотт Петерсен — его газета называет «убийцей на службе ЦРУ», Элли Джеранмайер — сотрудник департамента внешнеполитических связей Европейского совета, Масуд Карокхаил — аналитик по Ближнему Востоку, эксперт ряда международных НКО, Марва Дауди — доцент центра Арабских исследований и Джорджтаунского университета и Самир Сумайдайе — бывший в 2006—2011 гг. послом Ирака в США.
По сведениям газеты Akşam, координационным центром этой группы служил остров Бююкада неподалеку от Стамбула, откуда направлялись действия путчистов и готовились «вбросы» в СМИ. Как утверждает та же газета, руководителем кампании по дезинформации в СМИ был назначен Константинопольский Патриарх Варфоломей I, якобы также примкнувший к вышеназванным «заговорщикам» . После того как неизбежность провала путча стала очевидной, произошёл «вброс» в СМИ информации о том, что якобы сам Эрдоган инсценировал попытку переворота для укрепления своего положения в стране. Этот тезис должен был широко распространиться по ведущей западной прессе. После этого указанные лица оперативно покинули Турцию. Далее в статье утверждается, что оперативная работа турецких спецслужб якобы выявила участие этих же личностей в событиях «арабской весны» в Тунисе, Египте, Йемене и Ливии.
Критики подобного подхода указывают на то, что встреча на острове Бююкада была обычной научной конференцией по проблемам взаимоотношений с Ираном, организованной Центром им. Вудро Вильсона, и большинство присутствующих на ней были гражданскими лицами — журналистами и профессорами университетов, все их «должности в ЦРУ» и «курирование» определённых регионов просто выдуманы. Также газету упрекают в крайне низком качестве материала. Так, имена «заговорщиков» были взяты из гостевого списка отеля Splendid, в котором они были записаны в порядке заселения в номер, и «репортёры» просто взяли первых 10 заселившихся. Так как было неизвестно, как именно они выглядят, то соответствующие фотографии были взяты в Интернете, в связи с чем произошли ошибки, в частности, на обложку газеты попал Скотт Петерсон (в газете он назван «убийцей на службе ЦРУ»), отбывающий в США пожизненное заключение с 2005 года за убийство собственной жены. Вероятно, газетчики перепутали его с другим Скоттом Петерсоном — журналистом газеты Christian Science Monitor.
Критики также указывают на нечистоплотность газеты Akşam, неоднократно попадавшейся на грубой фальсификации материалов.
Один из участников конференции, Генри Барки, называет возможной причиной появления подобных статей в проправительственной прессе желанием Эрдогана присоединиться к «общественному мейнстриму»: по его словам, турецкое общество одержимо «теориями заговора» и поддержка правительством общественных настроений придаёт ему большую популярность Также он утверждает, что данная статья была заказана непосредственно турецкими спецслужбами, так как в ней содержится строго конфиденциальная информация, например точное время пересечения паспортного контроля при въезде в страну. Кроме того, выдвигается версия, что развёртывание антиамериканской кампании через турецкие проправительственные СМИ является своеобразной попыткой давления на руководство Соединённых Штатов, с целью добиться от них определённых уступок на переговорах с Турцией. Вполне вероятно, что подобные общественные настроения могут быть вызваны непростой историей взаимоотношений между Турцией и США, в частности, в прошлом американские спецслужбы нередко вмешивались во внутренние дела Турции во время многочисленных военных переворотов. Подобных конспирологических версий придерживаются православный телеканал «Царьград ТВ» и российский политолог Сергей Кургинян.

## Версии путча
Это действительно была попытка военного переворота
Военные, которые на протяжении десятилетий служили гарантом светскости Турецкой Республики, привыкли ставить страну на «правильное», по их мнению, русло развития. Так было в вооружённых переворотах в 1960, 1971, 1980 и 1997 годах. В феврале 1997 года армия показалась с танками на главной площади столицы, и правительство, поняв намек, само ушло в отставку. Позже подобных случаев уже не было, хотя было предупреждение в 2007 году. Его прозвали «э-меморандумом» и постмодернистским переворотом. Такие названия инцидент получил из-за того, что Генштаб опубликовал сообщение на официальном сайте об озабоченности по поводу будущего светского строя в стране. Это сообщение сказалось на том, что Эрдоган не смог стать президентом страны в 2007 году. Исходя из всего вышеописанного, можно заключить, что государственные перевороты давно стали привычным делом для военных и в 2016 году они снова решили повлиять на политику избранного правительства.
Эрдоган сам подстроил военный переворот

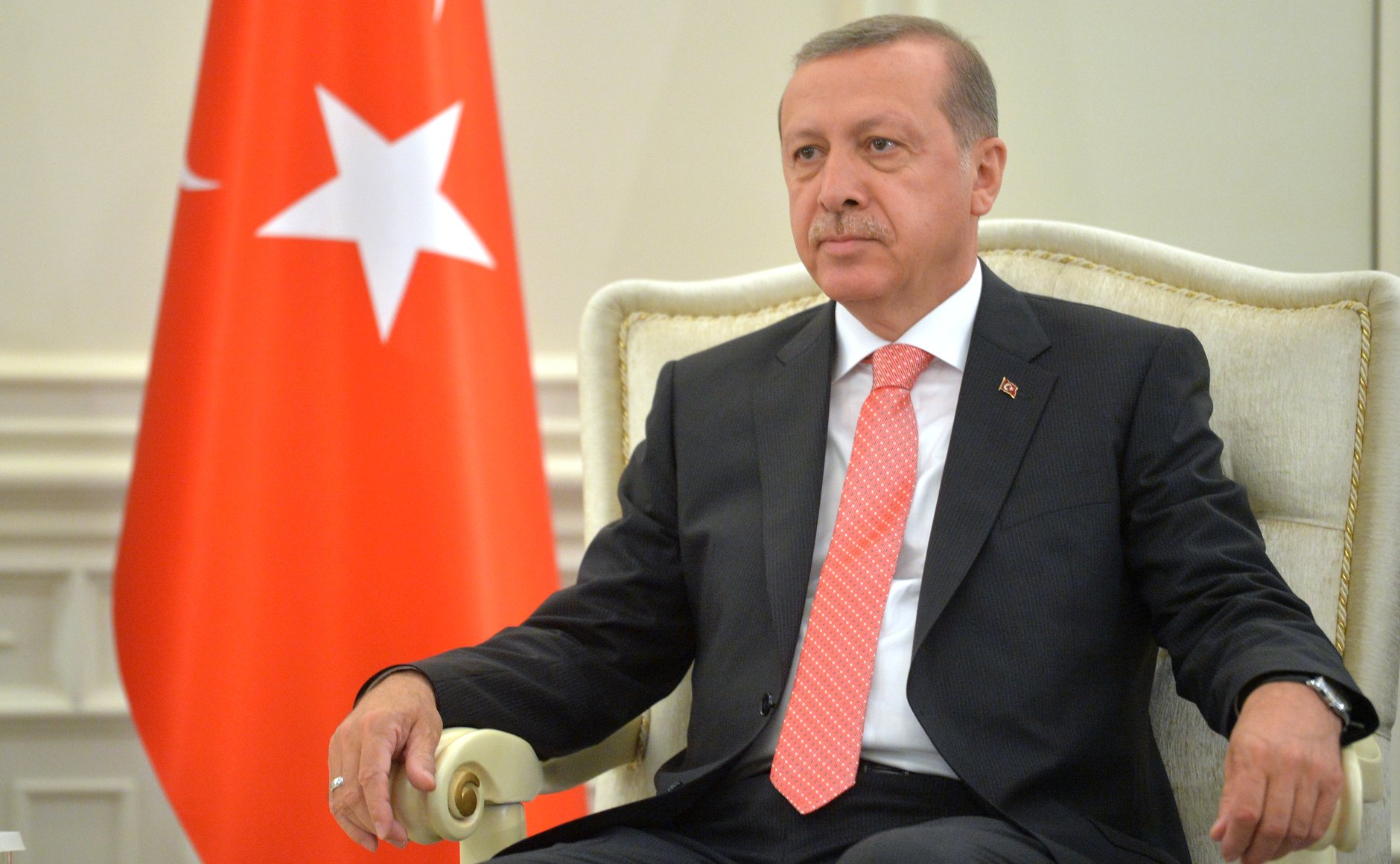
12-й Президент Турции Реджеп Тайип Эрдоган

Реджеп Тайип Эрдоган сам спланировал переворот: в частности, отмечается, что путч выглядел крайне плохо организованным, но послужил для президента предлогом для «зачистки» в армии и государственном аппарате. Впервые данную версию озвучил Фетхуллах Гюлен, прокомментировавший неудавшийся переворот так: «Возможно, это был подстроенный переворот и он будет использован для будущих обвинений». В результате неудавшегося переворота Эрдоган получил маленький победоносный конфликт, который консолидировал вокруг него определённые слои общества. Благодаря неудачному путчу он получил карт-бланш для осуществления различных реформ, таких как изменения в Конституции и превращение Турции в суперпрезидентскую республику. Также у Эрдогана появилась уникальная возможность превратить Турцию из светского государства в исламскую республику, по типу Исламской революции в Иране 1979 года, невзирая на недовольство кемалистов.
Непреднамеренная провокация Эрдоганом попытки военного переворота
Эрдоган заранее узнал о готовящемся против него заговоре среди военной элиты. В то же время турецкие спецслужбы намеревались арестовать предполагаемых заговорщиков, а в ходе последующих «чисток» в армии на все ключевые посты должны были быть поставлены доверенные лица Эрдогана. Об этом в свою очередь стало известно заговорщикам, и они решились нанести упреждающий удар, выступив против президента без должной подготовки.
Военный переворот устроила структура «параллельное государство»

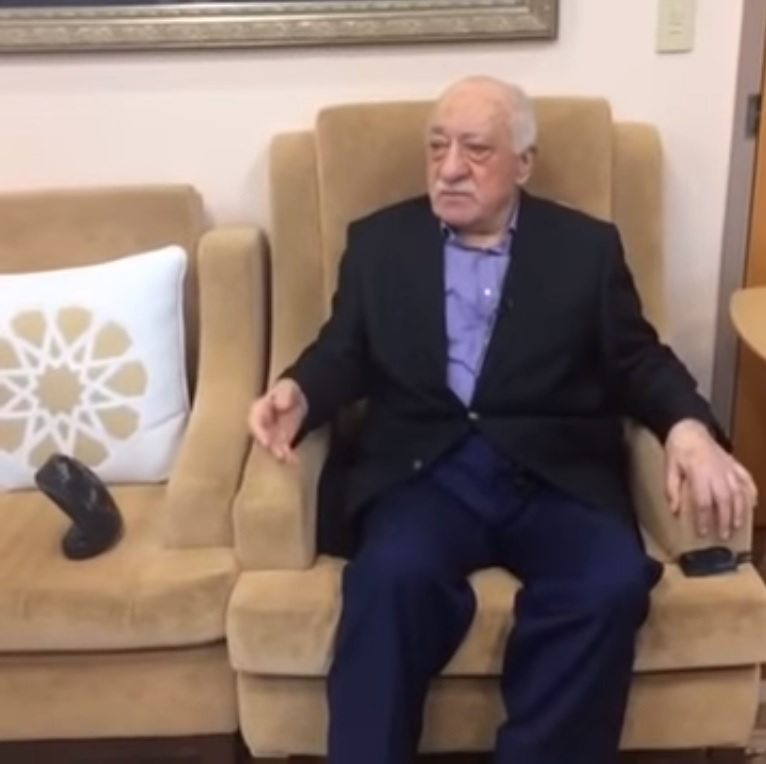
Турецкий проповедник и лидер движения «Хизмет» Фетхуллах Гюлен

Правительство Турции обвиняет движение «Хизмет» и его лидера Фетхуллаха Гюлена в использовании своих рычагов влияния в армии и попытке свергнуть власть. При этом нужно учесть, что сам религиозный деятель является представителем умеренного ислама, выступающим за образование, и призывает к диалогу между конфессиями. Однако в 2013 году между Гюленом и Эрдоганом произошёл разлад. Существует версия, что именно начатая Эрдоганом фильтрация всех связанных с «Хизметом» лиц вызвала недовольство среди представителей данного движения. Так, Эрдоган начал закрывать учебные заведения, аффилированные с «Хизметом». В эти же дни прокуратура инициировала антикоррупционное расследование против высокопоставленных лиц приближенных к правительству Эрдогана. Часть министров и их сыновья оказались в коррупционной схеме некого Резы Зарраба, гражданина Турции иранского происхождения. Тогдашний премьер-министр Эрдоган впервые использовал формулировку «параллельное государство» для «Хизмета», назвав движение виновником коррупционного скандала, с помощью которого оно попыталось устроить переворот через дискредитацию власти. Тысячи полицейских, прокуроры и судьи были смещены с должностей, дело «Большая взятка» распалось, все обвиняемые были отпущены.
Однако «Хизмет» и сам Фетхуллах Гюлен отрицают свою причастность к попытке переворота. Напротив, Гюлен заявил, что не исключает возможности инсценировки путча самим Эрдоганом. В ответ на запрос Минюста Турции к США о его экстрадиции проповедник заявил о готовности вернуться на родину, если американское правительство примет решение о выдаче при международном расследовании попытки переворота.
Хунта устроила переворот, чтобы спровоцировать протесты против власти
По данной версии, хунта, которая связана с ЦРУ, решила устроить псевдопереворот, чтобы Эрдоган отреагировал на него и начал «закручивать гайки». В результате недовольство несогласных увеличивается, и это провоцирует естественные протестные движения, как это было в парке Таксим-Гези в 2013 году. Тем самым хунта опять-таки получает свой результат, но без вооружённого насаждения и неприятного турецкому обществу клейма «военного переворота».

## Последствия
Президент Турции Реджеп Тайип Эрдоган призвал президента США Барака Обаму выдать Турции оппозиционного исламского проповедника Фетхуллаха Гюлена, которого Анкара обвиняет в организации попытки военного переворота в стране. После успешного подавления властями попытки военного переворота глава Турции также пообещал жёстко наказать его организаторов вне зависимости от того, какие структуры они представляют.
На открытии специальной сессии парламента его председатель Исмаил Кахраман подчеркнул, что все участники попытки государственного переворота в Турции «предстанут перед судом в самое ближайшее время». Йылдырым также заявил на пресс-конференции, что Конституционный совет страны рассмотрит введение смертной казни после попытки военных осуществить государственный переворот, что означало бы приостановление процесса вступления Турции в Европейский союз. Премьер Йылдырым заявил по отношению к США, что страна не может быть другом Турции, пока укрывает вдохновителя переворота Гюлена.
В ночь с 15 на 16 июля, на фоне попытки переворота, курс турецкой лиры обвалился до рекордно низких уровней. Вечером 20 июля международное рейтинговое агентство S&P Global Ratings снизило долгосрочный суверенный рейтинг Турции в иностранной валюте с «BB+» до уровня «BB», а в национальной — с «BBB-» до «BB+». Прогноз негативный. После этой новости курс турецкой лиры опустился до рекордно низкого уровня. Анкара оценила потери турецкой экономики от попытки переворота в 100 млрд долларов. Международное рейтинговое агентство Fitch понизило прогноз по долгосрочному рейтингу Турции со стабильного до негативного «BBB-». Fitch вслед за ухудшением прогноза по суверенному рейтингу Турции понизило прогнозы по таким компаниям страны, как Türk Telekomünikasyon A.Ş. (Türk Telekom), Turkcell İletişim Hizmetleri A.Ş. (Turkcell) и Coca Cola İçecek A.Ş. — со стабильного до негативного. Также Fitch ухудшило прогноз по рейтингам 18 банков Турции со стабильного до негативного.
18 июля портал WikiLeaks анонсировал публикацию более 100 тысяч документов, касающихся турецких властей. Материал был получен за неделю до попытки переворота в Турции, однако решено было сдвинуть сроки публикации в связи с начавшимися в структурах турецкой власти чистками после путча. 19 июля WikiLeaks выложил первую партию электронных писем правящей в Турции Партии справедливости и развития. Из-за публикации, сайт WikiLeaks был заблокирован на территории Турции.
20 июля президент Турции Р. Эрдоган объявил о введении в стране режима чрезвычайного положения сроком на три месяца. Затем оно продлевалось вплоть до 18 июля 2018 года.
21 июля Турция временно приостановила действие Европейской конвенции по правам человека.
23 июля премьер-министр Турции Бинали Йылдырым объявил о роспуске президентской гвардии.
День подавления путча стал официальным праздником «День демократии и национального единства — 15 июля» и внесён в список государственных праздников. Мероприятия, посвящённые Дню, прошли, год спустя, 16 июля 2017, в десятках городов Турции. В этот день Р. Эрдоган открыл в Анкаре памятник жертвам попытки государственного переворота (мемориал Мучеников), расположенный напротив его столичной резиденции.
В Анкаре состоялся грандиозный митинг, на котором выступивший Эрдоган сказал, что рассчитывает на одобрение парламентом законопроекта о введении в стране смертной казни — «Если закон о смертной казни пройдёт через парламент, я его одобрю. Верю, что он пройдёт».

### Массовые увольнения и преследования
После провала путча в Турции начались масштабные «чистки» среди госслужащих, журналистов, в судебной системе, армии, полиции, сфере образования. Власти задержали судью Конституционного суда, отстранили от должностей почти 3 тысячи судей и часть госслужащих, включая некоторых советников президента. Почти 250 сотрудников Министерства спорта были уволены. Постов лишились 30 губернаторов. Национальная разведывательная организация отстранила от работы 100 своих сотрудников, а Управление по делам религии Турции уволило 492 чиновника.
Власти Турции отстранили от должностей всех военных прокуроров и задержали целый ряд высокопоставленных военных. Также задержано по меньшей мере 103 адмирала и генерала, 43 из которых уже арестованы по судебному решению. 8 тысяч сотрудников полиции были уволены. В дополнение к этому, были уволены ещё 2360 полицейских, более сотни военных и 196 сотрудников министерства связи. Также были отправлены в отставку 586 офицеров в звании полковника: 470 офицеров сухопутных войск, 71 офицер ВМС, а также 45 ВВС.
Министерство образования Турции приостановило работу 626 учебных заведений, в числе закрытых значатся 524 частные школы. Уволены 15 тысяч учителей и полторы тысячи деканов, а также ректоры четырёх турецких университетов. Из-за путча было закрыто более 1200 фондов и благотворительных организаций, 19 профсоюзов, 15 университетов, а также 35 медицинских учреждений. В общей сложности, были отстранены от работы более 27 тыс. работников образования.
Власти Турции начали отзывать лицензии у теле- и радиостанций, связанных с оппозиционным деятелем Фетхуллахом Гюленом. Также сообщалось, что примерно 60 сотрудников турецкого информагентства Cihan были уволены.
В общей сложности, после попытки переворота в Турции потеряли работу более 76 тысяч человек. Началось судебное разбирательство в отношении более 9 тысяч человек.
По состоянию на декабрь 2016 года по делу о попытке государственного переворота в Турции было арестовано более 37 тысяч человек.
Накануне годовщины попытки госпереворота в государственной Official Gazette был опубликован декрет, согласно которому тысячи госслужащих в Турции были отстранены от работы. Всего своих должностей лишились 7348 человек.
В марте 2018 года был опубликован доклад Управления Верховного комиссара ООН по правам человека, в котором указывается, что многократное продление чрезвычайного положения в Турции привело к серьёзным нарушениям прав человека сотен тысяч людей: от произвольного лишения права на трудоустройство и свободу передвижения до пыток и иных видов ненадлежащего обращения, произвольных задержаний и нарушений права на свободу ассоциаций и выражения мнений. Почти 160 000 человек были арестованы в ходе 18-месячного чрезвычайного положения; 152 000 государственных служащих были уволены. Уволенные лица потеряли социальные льготы, медицинскую страховку, а часто и жильё. Турецкие власти поместили под стражу около 100 беременных или только что родивших женщин, главным образом, на том основании, что они являлись пособниками своих мужей, которых подозревают в связях с террористическими организациями. Некоторые из них были помещены под стражу со своими детьми. Около 300 журналистов были арестованы на основании их публикаций, в которых якобы содержатся «оправдания терроризма» или иные «словесные нарушения», либо по обвинениям в членстве в террористических организациях.
Более 100 тыс. веб-сайтов были заблокированы в 2017 году, включая большое число веб-сайтов с прокурдской позицией и сайтов спутниковых ТВ-каналов. Доклад также документирует применение пыток и ненадлежащее обращение под стражей, включая сильные избиения, угрозы сексуального насилия и фактическое сексуальное насилие, использование электрошокера и погружения в воду со стороны полиции, жандармерии, военной полиции и сил безопасности.
В апреле 2021 года 22 военных получили пожизненное заключение (осуждённые офицеры руководили захватом телевидения, где они заставили сотрудников выдать в эфир обращение путчистов к народу, а также здания генерального штаба).

## Память
15 июля 2021 года в Анкаре открыт музей «Музей демократии 15 июля».
В память об этих событиях 15 июля 2022 года запустили железнодорожный поезд «15 июля — Демократия и национальное единство».
Вагоны и локомотив поезда оформлены символикой событий 15.07.2016.
На лицевой части вагонов изображена надпись «За полумесяц… С любовью к Турции».
Поезд будет курсировать по маршруту Анкара—Стамбул—Конья.